# ハーレム川

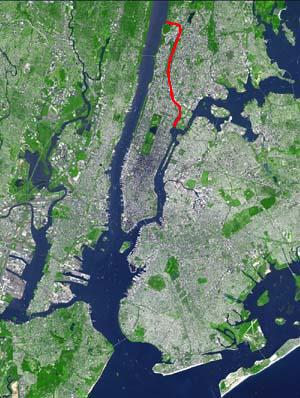
赤色で示された、ブロンクスとマンハッタンの間を流れる川

ハーレム川（ハーレムがわ、Harlem River）は、アメリカ合衆国、ニューヨーク市にある船舶航行の可能な海峡である。ハドソン川とイースト川の間の8 miles (13 km)にわたり、行政区であるマンハッタンとブロンクスを分断する。ハーレム川の現在のコースの一部は、スパイテン・ダイヴィル川である。旧コースの少し南にあり、川のブロンクス側に、マンハッタン（マーブル・ヒル）の飛び地が存在する。

## 航海と交通
ハーレム川には、7つの旋回橋、3つの昇開橋及び4つのアーチ橋が架かっており、55 フィート (16.8 m) 未満の船高の船なら航行可能である。しかし、5 フィート (1.5 m) 以上の間隔を必要とするボートは、スパイテン・ダイヴィル橋の旋回を望んでいる。一方、ハーレム川の他の全ての可動橋は、少なくとも24 フィート (7.3 m) の間隔がある。従って、5から24 フィート (1.5から7.3 m) の船舶は、1本の橋の旋回が必要となる。他の橋では、19世紀後半、固定橋や低い橋が、改修されている。近年、可動橋のテスト・オープンの数が圧倒的に増加した。川の航行に対して、料金は課せられない。ハイ・ブリッジは、クロトン水道を通すために1837年から1848年にかけて建設され、ニューヨーク市で現存する最も古い橋である。

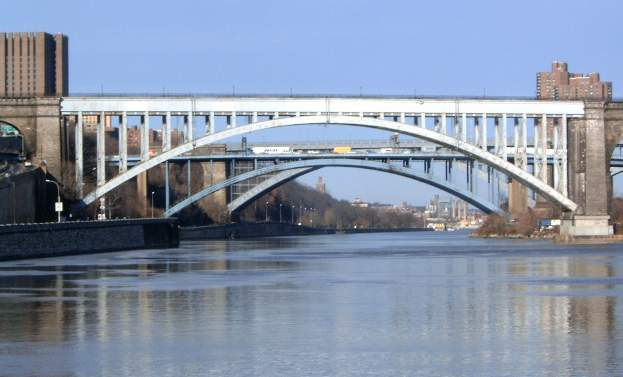
ハーレム川を横断する3本の橋: ハイ・ブリッジ (現在閉鎖された歩道橋); アレクサンダー・ハミルトン橋 (州間高速道路95号線の一部); ワシントン橋。この写真は北側から撮られており、左はマンハッタンのワシントン・ハイツ、右はブロンクスである

ニューヨーク市交通局は、橋が全て営業していることを保証するため、あらゆる努力をしているが、そのうちの多数が、いつも修理中であり、外部の契約者は、橋の開通の責任を負っている。また、橋のデッキの多くは、真夏日にはときどき、熱膨張により開閉できなくなる。
ハーレム・リバー・ドライブとハーレム・リバー・グリーンウェイは、川の右岸に沿って走っており、メトロノース鉄道ハーレム線とメジャー・ディーガン・エクスプレスウェイは左岸を走る。

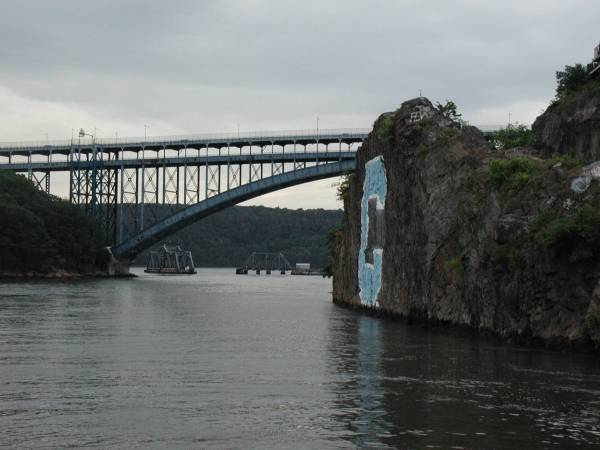
"C" ロックの後ろにヘンリー・ハドソン橋とスパイテン・ダイヴィル橋が見える

## 地理と自然史
ハーレム川は、マンハッタン島とブロンクスを隔てる狭い海峡として、ハドソン河口システムの一部となっている。およそ18,000年前、ローレンタイド氷床が今日のハドソン川となる大きな絶壁を残し、大陸を横切って北へ後退した。約6,000年前には、ハドソン川が岩盤の上に堆積物を残し、古代の大西洋に注いだ。これは、ハドソン川河口の形成に繋がり、海水と真水が混ざるハーレム川が誕生した。
ハーレム川には、水源も河口もなく、実際には川という名は正しくない。川は、2つの大きな河川を接続しており、ハドソン川から流れ、東125丁目とランドールズ島との間でイースト川となる。従って、ハーレム川は、海や地区の川の影響を受ける。潮の満ち引きは、ハーレム川の流れを変動させている。また、潮は、沈泥、汚染物質の拡散にも影響がある。さらに、水路の北部では、流れが航行を困難にさせ、小型船や経験の積んだ乗組員がいる船のみ通行が許可されている。
川は、7マイルの長さがあり、大きく迂曲している。川のルートや河岸の地形は、商業や不動産の流入を促進し、自然の地形を破壊することに余念がないエンジニア、計画者、政治家、実業家のデザインを反映している。護岸、障壁、盛土、運河などはすべて、現在のように変更された。川の機能やアクセスについての検査は、改築の役割についての理解を得ている。